# Ikuma spiculosa
Ikuma spiculosa är en spindelart som först beskrevs av Lawrence 1927.  Ikuma spiculosa ingår i släktet Ikuma och familjen Palpimanidae.
Artens utbredningsområde är Namibia. Inga underarter finns listade i Catalogue of Life.